# Riu Rímac
El Riu Rímac o Río Hablador és un riu del Perú, que desemboca a l'oceà Pacífic a prop del port de Callao. Neix a més de 5.000 m d'altitud, al vessant occidental de la Serralada dels Andes i després d'un curs de 160 km rega la ciutat de Lima.
El nom Rímac és una paraula d'origen quítxua que vol dir «parlar», és la raó per a la qual el riu ha estat també anomenat « el riu parlador» .
El Riu Rímac és considerat un dels rius més importants del Perú, no pel seu cabal d'aigua - relativament feble - ni per la mida de la seva conca, sinó perquè proveeix d'aigua i electricitat la metròpoli de Lima, on es concentra vora un terç de la població del país. El proveïment d'aigua a la capital peruana és un dels problemes crítics que les autoritats no han aconseguit resoldre en el transcurs dels últims decennis, i cada dia es fa - amb l'explosió demogràfica - més agut, requerint freqüents talls en la distribució de l'aigua.

## Situació
El Rímac és situat entre els paral·lels 11° 27′ i 12° 11′ de latitud Sud i els meridians 76° 06′ i 77° 11′ de longitud Oest. Drena una conca de 3.389 km² incloent els seus principals afluents, el riu Santa Eulalia (1.097,7 km²) i el riu Blanco (193,7 km²). Neix al vessant occidental de la Serralada dels Andes, a una altitud de 5.508 m, al Nevado Paca (província de Huarochirí, a la Regió de Lima).
Paral·lelament al Riu Rímac, la carretera central i una via fèrria pugen cap a la Serralada, salvant el coll de Ticlio a 4.758 m d'altitud, per arribar fins a la ciutat minera de La Oroya, a la Regió de Junín, abans de dividir-se en dos, una cap al Sud i l'altre vers el Nord.
A la conca del Riu Rímac podem a més a més trobar la depuradora d'aigua que alimenta l'aglomeració de Lima, anomenada La Atarjea, així com les centrals hidroelèctriques de Barbablanca i Pablo Bhoner.
Tanmateix, les organitzacions ecologistes peruanes han llançat un crit d'alarma a propòsit del Rímac, les aigües del qual són molt fortament contaminades per les aigües usades (i de vegades la brossa) dels centres urbans de Morococha, San Mateo, Matucana, Chosica, Chaclacayo, etc., que hi són abocades sense tractament previ, sense plantes depuradores (massa costoses).

## Hidrologia
El cabal del Rímac pot variar fortament segons les estacions. Així, per exemple, al període gener 2006-juny de 2006, ha estat comprès entre 19,2 m³/s (nivell mínim el 7 de juny de 2006 i 80,1 m³/s (nivell màxim el 26 de març de 2006).

## Zona reservada
En 1998 el decret suprem Núm. 023-98-AG. del 23 de desembre de 1998 va crear la Zona reservada  – s'anomenen així les regions que, reunint les condicions per ser considerades com Zones naturals protegides , demanen la realització d'estudis complementaris per tal de determinar, entre d'altres, l'extensió i la categoria que correspondrà a cadascuna de la Vall del Río Rímac. Aquesta zona cobreix una porció de 28 quilòmetres del riu, i afecta els districtes de Lima, Chaclacayo, San Juan de Lurigancho i  Ate de la província de Lima.
Aquesta zona protegeix una fauna molt diversificada. S'hi troben espècies com Falco sparverius, que fan servir les cornises rocoses com llocs de descans i d'aguait. Sobre les ribes del riu, vorejat per una vegetació baixa, es troben ocells com Trogloceryle musculus, Chloroceryle americana, l'ànec de les Bahames (Anas bahamensis), diverses menes d'herons com el plomall de neu (Egreta thula), l'ibis blanc (Eudocimus albus), l'esplugabous (Bulbulcus ibis) i el martinet de nit (Nycticorax nycticorax).